# غوردون توماس (دراج)
غوردون توماس (بالإنجليزية: Gordon Thomas)‏ مواليد 18 أغسطس 1921 في غرب يوركشير، إنجلترا - الوفاة 10 أبريل 2013 في بيتربرة، كان دراج إنجليزي. سبق أن شارك في دورة الألعاب الأولمبية الصيفية وفاز بميدالية أولمبية.

## الميداليات
| الميدالية | المسابقة                       |
| --------- | ------------------------------ |
| فضية      | الألعاب الأولمبية الصيفية 1948 |

## روابط خارجية
- غوردون توماس على موقع أرشيف الدراجات (الإنجليزية)
- غوردون توماس على موقع إحصائيات الدراجات الإحترافية (الإنجليزية)
- غوردون توماس على موقع أوليمبيديا (الإنجليزية)